# Xérostomie
 Mise en garde médicale
La xérostomie est une sensation de sècheresse de la bouche, lié à un manque de salive autrement dit à une hyposialie. La quantification de la production salivaire étant peu facile, on se contente souvent de constater le symptôme.

## Épidémiologie
Elle est présente dans près d'un quart de la population générale, essentiellement chez la personne âgée. Elle peut être associée à une soif, une sensation de lèvres sèches et est plus fréquentes chez les porteurs de prothèses dentaires amovibles.
Elle peut être isolée ou dans le cadre d'un syndrome sec, atteignant plusieurs organes dont les yeux.

## Causes
Les causes peuvent être : 
- dysfonctionnement des glandes salivaires ;
- médicamenteuse[6],[7],[8],[9] :
  - anorexigènes,
  - anti-hypertenseurs,
  - atropiniques,
  - antidépresseurs, surtout ceux de deuxième génération[10],
  - antispasmodiques,
  - sédatifs,
  - antiparkinsoniens,
  - antipsychotiques anticholinergiques (ex: cyamémazine)
  - antihistaminiques,
  - diurétiques,
  - anti-migraineux,
  - amphétamines, méthamphétamine,
  - cannabis,
  - certaines chimiothérapie dont les inhibiteurs de pointe de contrôle[11] ;
- syndrome de Goujerot-Sjögren ;
- sarcoïdose ;
- dysfonctionnement immunitaire : sida…
- diabète ;
- problèmes rénaux ;
- radiothérapie cervicale[12] ;
- mauvaise hygiène bucco-dentaire, prothèses inadaptées ;
- tabagisme ;
- dormir la bouche ouverte, sous l'effet de certains psychotropes ;
- mécanisme de la soif.

## Risque
Il existe un risque accru de survenue d'une candidose buccale.

## Traitements
Une hydratation correcte est nécessaire. Un humidificateur peut être intéressant. Une stimulation des glandes salivaires peut être obtenue en suçant des bonbons ou en mâchant des chewing-gum.
Le traitement symptomatique consiste en l'administration de sialagogues (anétholtrithione : Sulfarlem), substituts salivaires (Oral balance), dispositifs médicaux (Triesters de glycerol oxydés : Aequasyal). L'acide malique à 1 % en spray a une certaine efficacité.
Le Salagen (5 mg de pilocarpine) est également un traitement efficace.
Quand cela est possible l'arrêt du médicament en cause améliore les symptômes.
L'efficacité de l'électrostimulation ou de l'acupuncture n'est pas établie.